# Tommerup Stationsby
Tommerup Stationsby is een plaats in de Deense regio Zuid-Denemarken, gemeente Assens. De plaats telt 2480 inwoners (2020).